# Kamakura
Kamakura (鎌倉市, Kamakura-shi) is een stad in de Japanse prefectuur Kanagawa. De stad ligt aan de Sagamibaai zo'n 50 kilometer ten zuidzuidwesten van Tokio en maakt deel uit van de dichtbevolkte metropoolregio Groot-Tokio.
Tijdens de Kamakuraperiode (1185-1333), waarin het gelijknamige shogunaat over Japan heerste, was Kamakura een machtscentrum en mogelijk de de facto hoofdstad van Japan. Er woonden in 1250 naar schatting 200.000 mensen in Kamakura. In 1333 viel het shogunaat en begon een periode van langzaam verval. Kamakura bleef de hoofdstad van Oost-Japan, tot die in 1603 verhuisde naar Edo (Tokio). Van de voormalige glorie van Kamakura bleef eind 19e eeuw weinig over. Nadat het stadje in 1890 een spoorwegstation kreeg, groeide Kamakura uit tot een toeristische trekpleister en werden veel tempels gerestaureerd.
Kamakura, dat in 1939 stadsrechten verkreeg, is 39,52 km² groot en telt zo'n 172.000 inwoners (2016). De bevolkingsdichtheid bedraagt 4.359 inwoners per vierkante kilometer. Als kuststad met veel oude shinto en boeddhistische tempels, is Kamakura een populaire bestemming voor zowel binnenlandse als buitenlands toeristen. Beroemde bezienswaardigheden zijn Kotoku-in met de Grote Boeddha van Kamakura, Hase-dera, Hokoku-ji, Tsurugaoka Hachimangu, Engaku-ji en Kencho-ji.

## Geschiedenis
De oudste menselijke sporen die zijn gevonden in Kamakura dateren van 10.000 jaar geleden. Voor de komst van het shogunaat was het gebied relatief dunbevolkt. Wel waren er in de Naraperiode al tempels. Onder andere de Sugimoto-dera werd in de 8e eeuw gebouwd.
De periode waarin Kamakura de thuisbasis was van het Kamakura-shogunaat wordt de Kamakuraperiode genoemd. Wanneer deze precies begon is niet duidelijk, maar het einde was in 1333. Historici noemen verschillende tijdstippen variërend van de oprichting van Minamoto no Yoritomo’s eerste militaire overheid in 1180 tot zijn benoeming tot Seii Taishogun in 1192. Tijdens de Kamakuraperiode was de stad mogelijk de de facto hoofdstad van het land. Volgens het Institute for Research on World-Systems was Kamakura in het jaar 1250 met 200.000 inwoners de grootste stad van Japan en de op drie na grootste stad ter wereld. Andere historici betwisten of Kamakura daadwerkelijk de macht had overgenomen van de keizerlijke stad Kioto. In 1333, toen de krijsgheer Nitta Yoshisada het shogunaat aanviel om de keizerlijke macht te herstellen, kwam er een einde aan het shogunaat.
Na de val van het shogunaat kwam Japan tijdelijk in een periode van chaos terecht, maar Kamakura zelf bleef dit grotendeels gespaard. De stad bleef de controle houden over het direct omliggende land. Tijdens de Sengokuperiode kreeg Kamakura het echter zwaar te verduren. De stad werd bijna geheel verwoest tijdens het Beleg van Kamakura (1526). Veel mensen verlieten de regio toen de Late Hojo-clan zich in Kamakura vestigde. De laatste grote slag kwam toen het nieuwe shogunaat besloot om Edo tot hoofdstad te maken, waarmee Kamakura zijn machtspositie verloor. De stad zelf verviel nadien tot niets meer dan een vissersdorp.
Na de Meiji-restauratie was Kamakura reeds een populaire plaats voor buitenlandse bezoekers. De stad kreeg echter zwaar te kamen met de geweldsgolf tegen het boeddhisme in 1868. In 1890 werd een spoorlijn aangelegd naar Kamakura, waardoor de stad makkelijker te bereiken werd voor toeristen. Zodoende kwam de stad weer tot bloei. De jaren van verwaarlozing hadden echter hun tol geëist van de vele tempels en monumenten in de stad. Veel hiervan zijn tegenwoordig slechts replica’s van de originelen die er ooit stonden.

## Inwoners van Kamakura
- Tetsuki Ogura (1865-1944) - Zenmeester en echtgenoot van Yuki Ogura
- Yuki Ogura (1895-2000) - Japanse nihonga schilderes

## Geografie

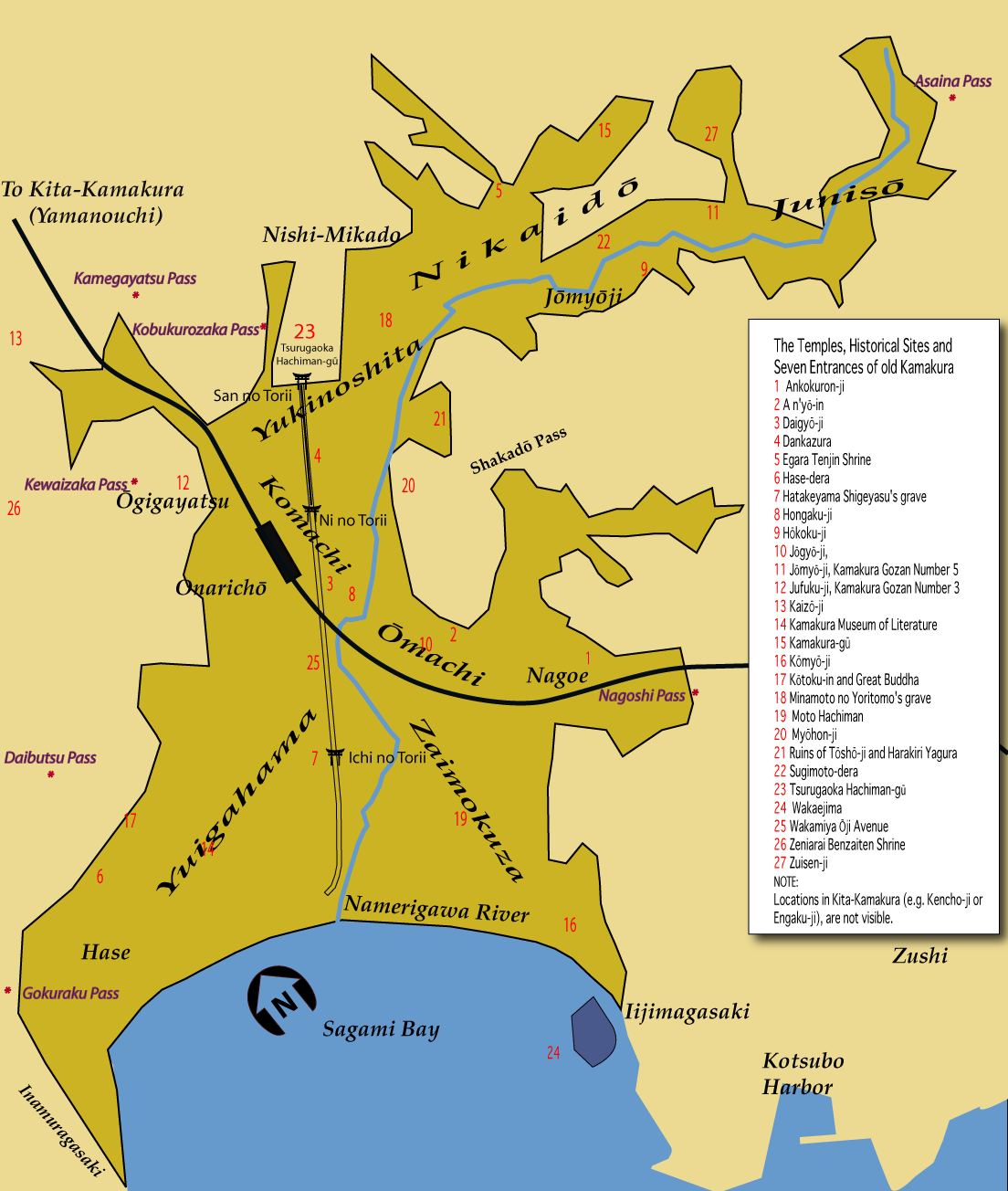
Een kaart van Kamakura met de locaties van de belangrijkste historische plaatsen

Kamakura wordt in het noorden, oosten en westen omgeven door bergen, en in het zuiden door de zee. Daarmee kan de stad worden gezien als een natuurlijk fort.
Voordat er een netwerk van tunnels en moderne wegen werd aangelegd waarmee de stad nu is verbonden met Fujisawa, Ofuna en Zushi, kon Kamakura over land alleen worden bereikt via enkele nauwe bergpassen. De zeven belangrijkste hiervan stonden bekend als de Zeven toegangswegen van Kamakura. De ligging maakt Kamakura in oudere tijden tot een makkelijk te verdedigen vestiging. De eerste shogun van het Kamakura-shogunaat kozen deze locatie onder andere vanwege deze gunstige ligging.
Ten noorden van de stad ligt de berg Genji (源氏山,Genjiyama) met een hoogte van 92 meter. Van noord naar oost wordt de stad omringd door de Rokkokuken (六国見) (147 meter), Ōhira (大平山) (159 meter), Jubu (鷲峰山) (127 meter), Tendai (天台山) (141 meter) en Kinubari (衣張山) (120 meter). Kamakura wordt doorkruist door de rivier Namerigawa, die van de Asainapas in Noord-Kamakura naar het strand bij Yuigahama stroomt.
Bestuurlijk gezien grenst de gemeente Kamakura in het noorden aan Yokohama, in het oosten aan Zushi en in het westen aan Fujisawa.

### Verkeer
Kamakura ligt aan de Yokosuka-lijn, de Tōkaidō-hoofdlijn en de Negishi-lijn van de East Japan Railway Company, de Shonan Monorail en de Enoshima-lijn.
Kamakura ligt aan de Tomei-autosnelweg en aan de nationale autoweg 134 en aan de prefecturale wegen 21, 23, 32, 203, 204, 301, 303, 304, 311, 312 en 402.

## Onderwijs
Kamakura heeft veel onderwijsinstellingen, waaronder 16 openbare basisscholen en negen middelbare scholen. De nationale overheid bezit er ook een basisschool en middelbare school. Verder zijn er twee particuliere scholen voor basisonderwijs en zes voor middelbaar onderwijs. Er zijn vier openbare en zes particuliere hogere scholen. De enige universiteit in de stad is de Vrouwenuniversiteit van Kamakura.

## Zustersteden
Kamakura heeft vijf zustersteden:
- Hagi
- Ashikaga
- Ueda
- Nice (Frankrijk)
- Dunhuang (Volksrepubliek China)[4]

## Geboren in Kamakura
- Hiroshi Koizumi (小泉博, Koizumi Hiroshi), acteur
- Shunji Fujimura (藤村 俊二, Fujimura Shunji?), acteur
- Soichi Konagaya (小長谷 宗一, Konogaya Sōichi) (16 maart 1949), componist, dirigent en slagwerker
- Shigeru Nakahara (中原 茂, Nakahara Shigeru), stemacteur
- Mayu Tsuruta (鶴田真由, Tsuruta Mayu) actrice
- Mika Arisaka (有坂美香, Arisaka Mika), zangeres
- Yuji Tachikawa (立川 祐路, Tachikawa Yūji), autocoureur